# Music Box Theatre

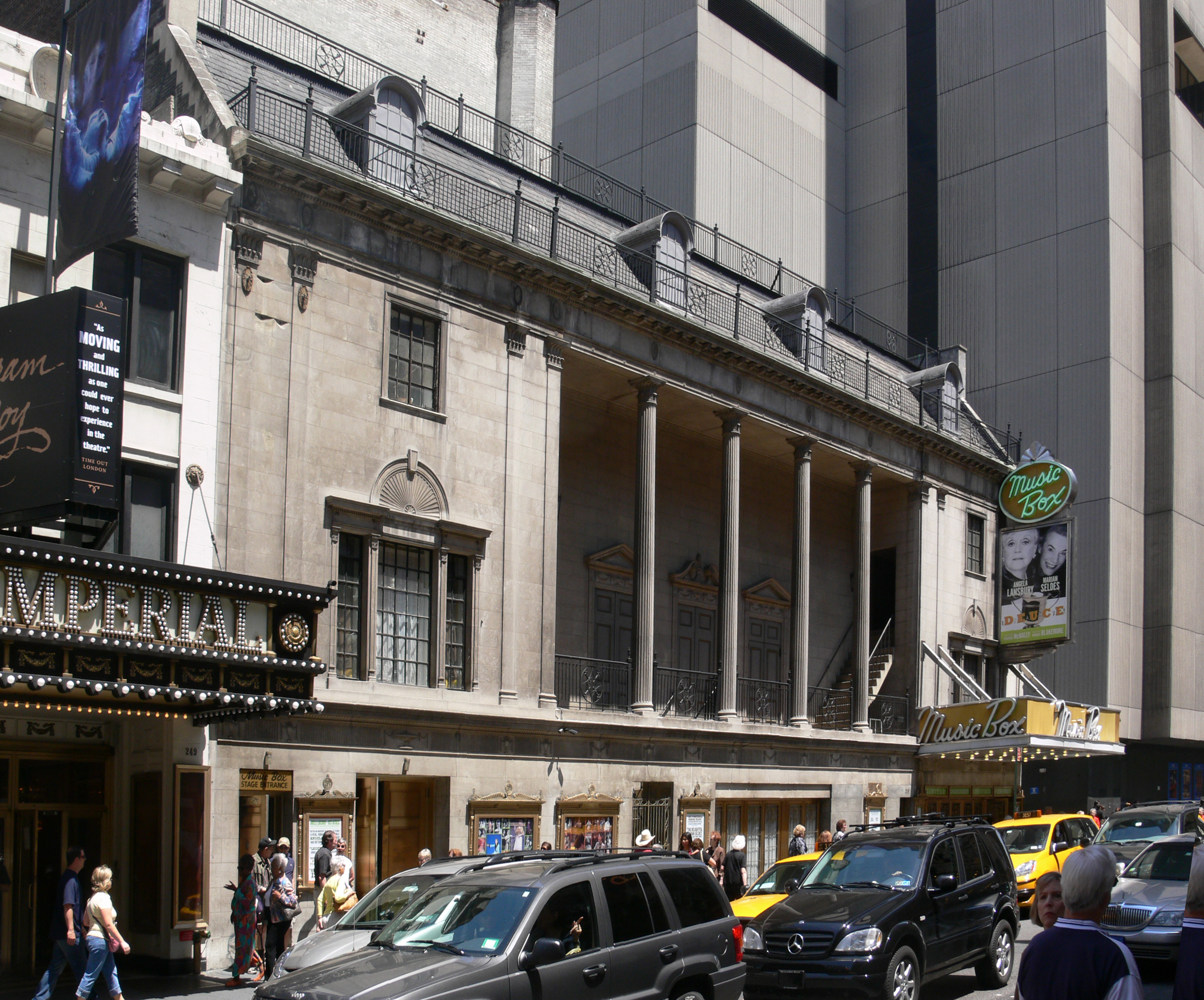
Das Music Box Theatre 2007

Das Music Box Theatre ist ein Broadway-Theater in Manhattan (239 West 45th Street). Heute besitzt es 1009 Sitzplätze. Es war jedoch immer eines der kleineren offiziellen Broadway-Häuser. Seit 2007 gehört es der Shubert Organization, die seit 1940 einen Teil des Kapitals besaß.
In den 1910er- und 1920er-Jahren herrschten noch die Revuen am Broadway vor. Das Theater wurde für The Music Box Revue erbaut, die von dem Theaterproduzenten Sam H. Harris und dem Komponisten Irving Berlin konzipiert wurde, und 1921 eröffnet. Es führte neben musikalischen Produktionen immer wieder Schauspiele auf. Humphrey Bogart war 1925 auf dieser Bühne zu sehen. Das Bühnenstück Chicago von Maurine Dallas Watkins, das später zum Musical verarbeitet wurde, hatte hier 1926 seine Uraufführung. 1931 wurde George Gershwins Musical-Satire Of Thee I Sing aus der Taufe gehoben, die einen Pulitzer-Preis gewann. Auch Cole Porters Musik war gelegentlich zu hören. Das Autorenteam George Simon Kaufman und Moss Hart konnte hier in den 1930er-Jahren große Erfolge feiern. Unter den bedeutenden Dramen, die hier ihre Premiere erlebten, ist zum Beispiel John Steinbecks Of Mice and Men (1937) zu nennen.
Der Burlesque-Star Gypsy Rose Lee trat 1942 auf, Marlon Brando gab 1944 auf dieser Bühne sein Broadway-Debüt. Um die Mitte des 20. Jahrhunderts, als die US-amerikanische Bühnendramatik einen Höhepunkt erreichte, wurden Stücke von Harold Pinter und Arthur Laurents aufgeführt. Der innovative Musiktheater-Komponist Stephen Sondheim konnte hier mehrere seiner Produktionen auf die Bühne bringen. Stars wie Amanda Plummer waren zu sehen. 
1999 wurde ein Revival von Peter Shaffers Amadeus gezeigt, 2003 lief Die Katze auf dem heißen Blechdach von Tennessee Williams.